# 中本新二
中本 新二(なかもと しんじ、1945年7月8日 - ）は、アーチェリー選手。兵庫県出身。
1971年のアーチェリー世界選手権日本代表最終選考会では、1252点の世界記録を樹立した。アーチェリーが36年ぶりに正式種目に復活した1972年のミュンヘンオリンピックで日本代表に選ばれ、本大会38位の成績を残した。